# Єрусалимський устав
Єрусалимський устав — богослужбовий устав, який діє в УПЦ КП, УПЦ МП, ПЦУ та в низці інших помісних православних Церков.
Початкова редакція уставу була створена в лаврі преподобного Сави Освяченого, Поблизу Єрусалиму. Існуючий Єрусалимський устав не пов'язаний безпосередньо з древнім єрусалимським богослужінням, а являє собою зроблену в Палестині перероблення первісної та малоазійської редакції Студійського синаксара. Устав був введений в гуртожитних господах усієї Палестини, звідки поширився по всьому Православному Сходу. На Русі з'явився в широкому вжитку з часу митрополита Київського Кипріана.

## Історія
У перший раз церковний устав був написаний на листі преподобним Савою Освяченим у VI столітті та отримав назву палестинського, або єрусалимського. Справжній устав Сави був втрачений під час навали Хозрава на Палестину.
Патріарх Єрусалимський Софроній відновив єрусалимський устав, доповнений в VIII столітті працями Іоанна Дамаскіна та Козьми Маюмского. У такому вигляді устав скоро увійшов до вжитку в грецьких церквах та особливо в студійській оселі в Константинополі. В останньому він знову був заповнений співами Митрофана, Анатолія, самого Теодора Студита, брата його Йосипа, Феофана Начертаного, Йосипа Піснеписця та Григорія, митрополита Нікомидійського. З подальших доповнень уставу особливо важливі зроблені в Χ столітті ченцем мешкання святителя Сави, Марком, згодом єпископом Ідрунтським. Він вніс до уставу правила про співи грецької церкви, складені в IX і Χ століттях, і визначив порядок богослужіння в тих випадках, коли на один і той же день падало кілька свят. У такий час над обробкою церковного уставу трудилися Никон Чорногорець (XI століття) та патріарх Константинопольський Філофей. Деякі статті уставу Філофея перейшли і в слов'янські списки уставу, і в грецькі стародруки Типікону.

## Використання Єрусалимського уставу на території України
У зв'язку з численними змінами в богослужбовому устрої інших слов'янських Церков у ХІІІ ст., на території бувшої Київської Русі також можна бачити численні спроби оновити богослужбове життя та вирівняти його у порівнянні з іншими Православними Церквами. Введення цього уставу варто відносити до кінця XIV століття, у всякому випадку в XV ст. в Служебниках приводиться чин вечірні та утрені відповідно до всенічного бдіння, що є характерною ознакою Єрусалимського уставу. Оскільки столиця бувшої Київської Русі у цей час перестала грати важливе положення в суспільно-політичному житті, то й центр церковного життя був переміщений. Новим центром розповсюдження вказаних богослужбових змін стала Москва, звідки і був розповсюджений Єрусалимський устав. Варто також відмітити, що у цей час встановлюються тісніші зв'язки з горою Афон, де Єрусалимський устав був прийнятий доволі швидко.
Звісно, два устави мають схожості, як відмітив Р. Тафт «… новий устав не просто замінив старий, але увібрав до себе деякі особливості попереднього, утворивши нову цілісну єдність», однак існують і розбіжності. Желтов і Правдолюбов приводять чотири основні групи відмінностей між двома уставами. Єрусалимський устав строгіший, в ньому переважає палестинська, а не студійська гімнографія, є наявним особливе закінчення утрені, кафізми, шість псалмів на утрені та ін. читалися, а не співалися.
Разом з тим, до цього часу варто віднести більшу кількість привнесеного до богослужінь. Мова йде передовсім про введення з XV століття молитов, які зобов'язаний читати священник перед одяганням священного одягу, використання п'яти просфор під час проскомидії, хоча разом з тим, зустрічається і інше їх число. Важливим нововведенням є тропар 3-го часу, який почали читати посеред анафори Божественної літургії.
У наступних століттях відзначається широке розповсюдження нових гімнографічних текстів, що відбулося, завдяки прославленню цілого ряду нових святих. Крім того, наявною є власна традиція, яка прослідковується в багатьох монастирях, що свідчить про різноманіття у богослужбовому житті, цьому свідчення численні Обиходники, які з'являються в монастирському середовищі.
Важливим було упорядкування та редакція богослужбових книг, здійснена за патріаршества Никона, однак ми не бачимо у цей час введення принципово нового уставу. У зв'язку з цим є сенс привести слова прот. Миколи Балашова, який у одній із своїх статей на рахунок розвитку богослужбового уставу писав так: «У Російській Православній Церкві Устав, практично не піддаючись змінам від XVII ст., перетворився в археологічну пам'ятку». Таким чином богослужбовий устав залишився в основі своїй Єрусалимським.